# Llanfairfechan
Llanfairfechan  è una località balneare del Galles nord-occidentale, facente parte del distretto unitario di Conwy e situata alla confluenza dei fiumi Llanfairfechan e Ddu e di fronte alla baia di Conwy (tratto della baia di Liverpool, mare d'Irlanda, dove si getta il Ddu). Conta una popolazione di circa 3.600 abitanti.

## Geografia fisica
Llanfairfechan si trova a nord del parco nazionale di Snowdonia, tra Penmaenmawr e Bangor e Penmaenmawr (rispettivamente ad ovest della prima e ad est della seconda), a circa 12 km ad ovest/sud-ovest di Conwy.
La cittadina è circondata dalle montagne del parco nazionale di Snowdonia, quali il Bera Mawr, Drosgyl, il Drum, il Foel Lwyd, il Llwytmor e il Tal-y-Fan.

## Società

### Evoluzione demografica
Al censimento del 2011, Llanfairfechan contava una popolazione pari a 3.637 abitanti.
La località ha conosciuto un incremento demografico rispetto al 1991, quando contava 3.338 abitanti e un lievo calo demografico rispetto al 2001, quando contava 3.653 abitanti.

## Monumenti e luoghi d'interesse
Sulle cime che circondano la città si erge il forte Dinas, risalente all'età del Ferro e occupato dalle popolazioni celtiche e dagli antichi romani.

## Sport
- La squadra di calcio locale è il Llanfairfechan Town Football Club[5]